# Augy (Yonne)
Augy is een gemeente in het Franse departement Yonne (regio Bourgogne-Franche-Comté) en telt 1090 inwoners (2005). De plaats maakt deel uit van het arrondissement Auxerre.

## Geografie
De oppervlakte van Augy bedraagt 5,0 km², de bevolkingsdichtheid is 218,0 inwoners per km².
De onderstaande kaart toont de ligging van Augy (Yonne) met de belangrijkste infrastructuur en aangrenzende gemeenten.

## Demografie
Onderstaande figuur toont het verloop van het inwonertal (bron: INSEE-tellingen).